# Sun Direct
Sun Direct est un fournisseur indien de services de radiodiffusion directe par satellite. Son service par satellite, lancé en 2007, transmet la télévision par satellite numérique et l'audio aux ménages en Inde. Sun Direct utilise la technologie de compression numérique MPEG-4, transmettant des chaînes HD sur INSAT-4B (en) Sun Direct à 93,5 ° E. et les chaînes SD sur MEASAT-3 (en) à 91,5 ° E.